# Circular Electron Positron Collider
Circular Electron Positron Collider (CEPC) – projekt chińskiego akceleratora cząstek o planowanej długości 100 kilometrów. Akcelerator ma umożliwić dokładniejsze zbadanie bozonów Higgsa. Przy uzyskaniu poparcia rządu rozpoczęcie budowy planowane jest na 2027.

## Historia
W lipcu 2012 roku, dzięki eksperymentom prowadzonym w Wielkim Zderzaczu Hadronów doszło do odkrycia bozonów Higgsa. Aby móc w lepszym stopniu zrozumieć ich właściwości we wrześniu tego samego roku chińscy naukowy zaproponowali budowę zderzacza Circular Electron–Positron Collider (CEPC). W podobnym czasie ogłoszono projekt europejskiego zderzacza Future Circular Collider.
Planowany koszt budowy akceleratora wynosi około 5 miliardów dolarów. 

## Plan
CEPC ma być tzw. fabryką cząstek Higgsa i składać się z czterech akceleratorów.

## Krytyka
O pomyśle budowy akceleratora wypowiedział się krytycznie amerykański noblista chińskiego pochodzenia Chen Ning Yang według, którego budowa CEPC wymaga zbyt wielkiego nakładu finansowego.